# Feng Chen
Feng Chen (chinesisch 冯晨, * 29. August 1987) ist eine chinesische Badmintonspielerin.

## Karriere
Feng Chen wurde 2004 Vizejunioren-Weltmeisterin und Junioren-Asienmeisterin. Im gleichen Jahr belegte sie auch Platz zwei bei den French Open. Bei den China Masters 2005 wurde sie Dritte, bei den China Open des gleichen Jahres Neunte. 2006 gewann sie zwei Titel bei den Weltmeisterschaften der Studenten.

## Sportliche Erfolge
| Saison | Veranstaltung                        | Disziplin   | Platz | Name                    |
| ------ | ------------------------------------ | ----------- | ----- | ----------------------- |
| 2002   | Junioren-Badmintonasienmeisterschaft | Damenteam   | 1     | China                   |
| 2004   | Junioren-Weltmeisterschaft           | Damendoppel | 2     | Pan Pan / Feng Chen     |
| 2004   | Junioren-Asienmeisterschaft          | Mixed       | 1     | Shen Ye / Feng Chen     |
| 2004   | French Open                          | Damendoppel | 2     | Pan Pan / Feng Chen     |
| 2005   | China Masters                        | Mixed       | 3     | He Hanbin / Feng Chen   |
| 2005   | China Open                           | Damendoppel | 9     | Pan Pan / Feng Chen     |
| 2006   | Weltmeisterschaften der Studenten    | Mixed       | 1     | He Hanbin / Feng Chen   |
| 2006   | Weltmeisterschaften der Studenten    | Damendoppel | 1     | Pan Pan / Feng Chen     |
| 2010   | China Open                           | Mixed       | 17    | Xiong Shuai / Feng Chen |